# Opsa (gmina)
Opsa – dawna gmina wiejska istniejąca do 1939 roku na obszarze Ziemi Wileńskiej/woj. wileńskiego (obecnie na Białorusi). Siedzibą gminy było miasteczko Opsa (714 mieszkańców w 1921 roku), która do 15 marca 1927 roku była siedzibą powiatu brasławskiego.
Początkowo gmina należała do powiatu jezioroskiego w guberni kowieńskiej. 31 października 1919 gminę włączono do utworzonego pod Zarządem Cywilnym Ziem Wschodnich nowego powiatu brasławskiego, który wszedł w skład okręgu wileńskiego. 20 grudnia 1920 gmina weszła w skład tymczasowego okręgu nowogródzkiego, a 19 lutego 1921 została włączona do nowo utworzonego woj. nowogródzkiego. Od 13 kwietnia 1922 gmina Opsa należała do objętej władzą polską Ziemi Wileńskiej, przekształconej 20 stycznia] 1926 roku w województwo wileńskie.
Po wojnie obszar gminy Opsa wszedł w struktury administracyjne Związku Radzieckiego.

## Demografia
Według Powszechnego Spisu Ludności z 1921 roku gminę zamieszkiwało 8187 osób, 7376 było wyznania rzymskokatolickiego, 97 prawosławnego, 4 ewangelickiego, 330 staroobrzędowego, 372 mojżeszowego a 8 mahometańskiego. Jednocześnie 6444 mieszkańców zadeklarowało polską przynależność narodową, 241 białoruska, 4 niemiecką, 348 żydowską, 1135 litewską, 7 tatarską, 4 rosyjską, 3 łotewską a 1 małoruską. Było tu 1412 budynków mieszkalnych.